# Braunsia sjostedti
Braunsia sjostedti är en stekelart som beskrevs av Gyöö Viktor Szépligeti 1908. Braunsia sjostedti ingår i släktet Braunsia och familjen bracksteklar. Inga underarter finns listade.